# Mir iskusstva

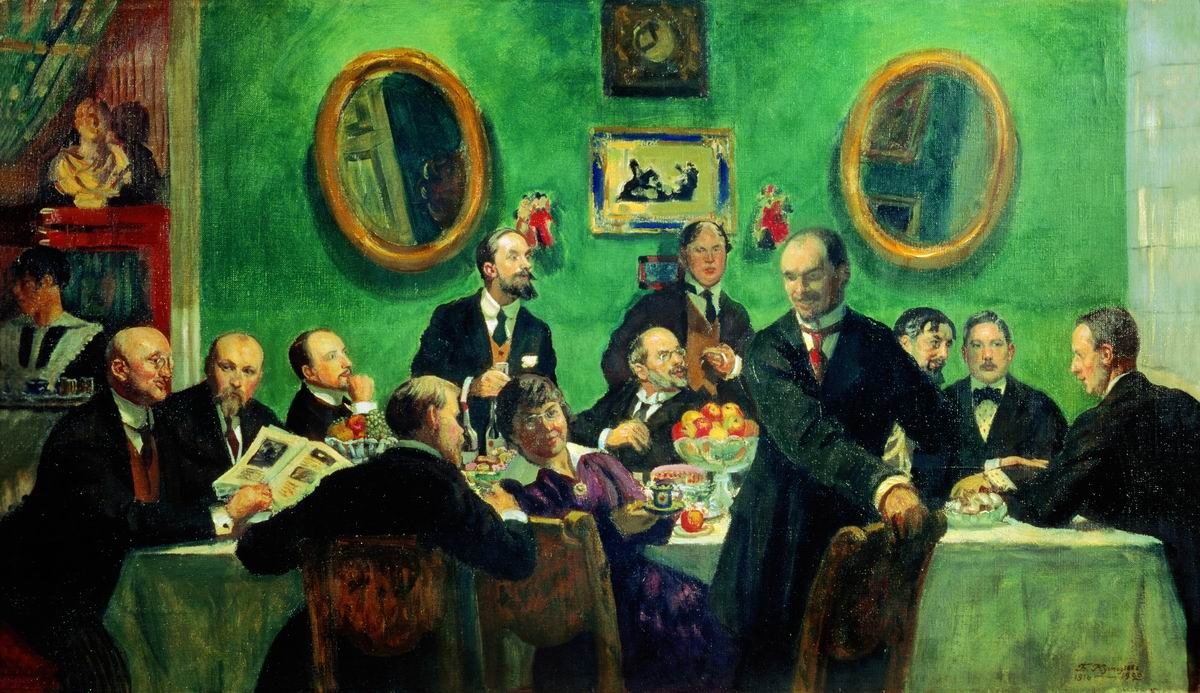
Boris Kustodiev Mir iskusstva (1916-1920) Museo russo

Mir iskusstva (in russo Мир искусства?, letteralmente il Mondo dell'arte) è stata un'associazione di artisti e letterati russi, che proponevano un rinnovamento dell'arte russa, rivolta alle esperienze artistiche delle grandi capitali europee, contrassegnate dall'Art Nouveau, dal simbolismo ed il culto del bello.
Il carattere raffinato delle opere pittoriche di questo gruppo è orientato verso la sintesi delle arti, il teatro, la decorazione e l'arte del libro.
Mir iskusstva fu anche il nome della rivista pubblicata dal 1899 al 1904 a Pietroburgo sotto la direzione di Sergej Djagilev.
Tra i collaboratori, troviamo i nomi degli scenografi Aleksandr Benois e Léon Bakst, dei pittori Mstislav Dobužinskij, Filipp Andreevič Maljavin, Anna Petrovna Ostroumova-Lebedeva, Sergej Vasilievič Maljutin, Konstantin Somov e Vasilij Ivanovič Denisov, scultrice e pittrice Nina Niss-Goldman, degli scrittori Dmitrij Merežkovskij e Zinaida Gippius.